# 下蘇拉國家自然公園
下苏拉国家自然公园（烏克蘭語：Нижньосульський національний природний парк）是乌克兰的一个国家公园，位於基輔东南120公里。该公园位于波尔塔瓦州的盧布尼區和克雷門丘克區以及切爾卡瑟州的佐洛托諾沙區。